# Балингер
Балингер (англ. balinger от фр. balien — кит) — историческая разновидность парусных судов, широко распространённых во флотах западноевропейских стран XIV—XV веков.
В военно-морских силах балингеры выполняли функции разведывательных кораблей, помимо этого использовались и как торговые суда. Впервые появились в Великобритании, и изначально применялись в китобойном промысле, что и дало им название. Позднее произошло их распространение по всему бассейну Средиземного моря.
Как правило, типичный балингер обладал открытым баком, имел водоизмещение около 1000 тонн, вмещал до 60 человек включая команду из 40 человек. Парусное вооружение располагалось на трёх мачтах.